# Shalamar

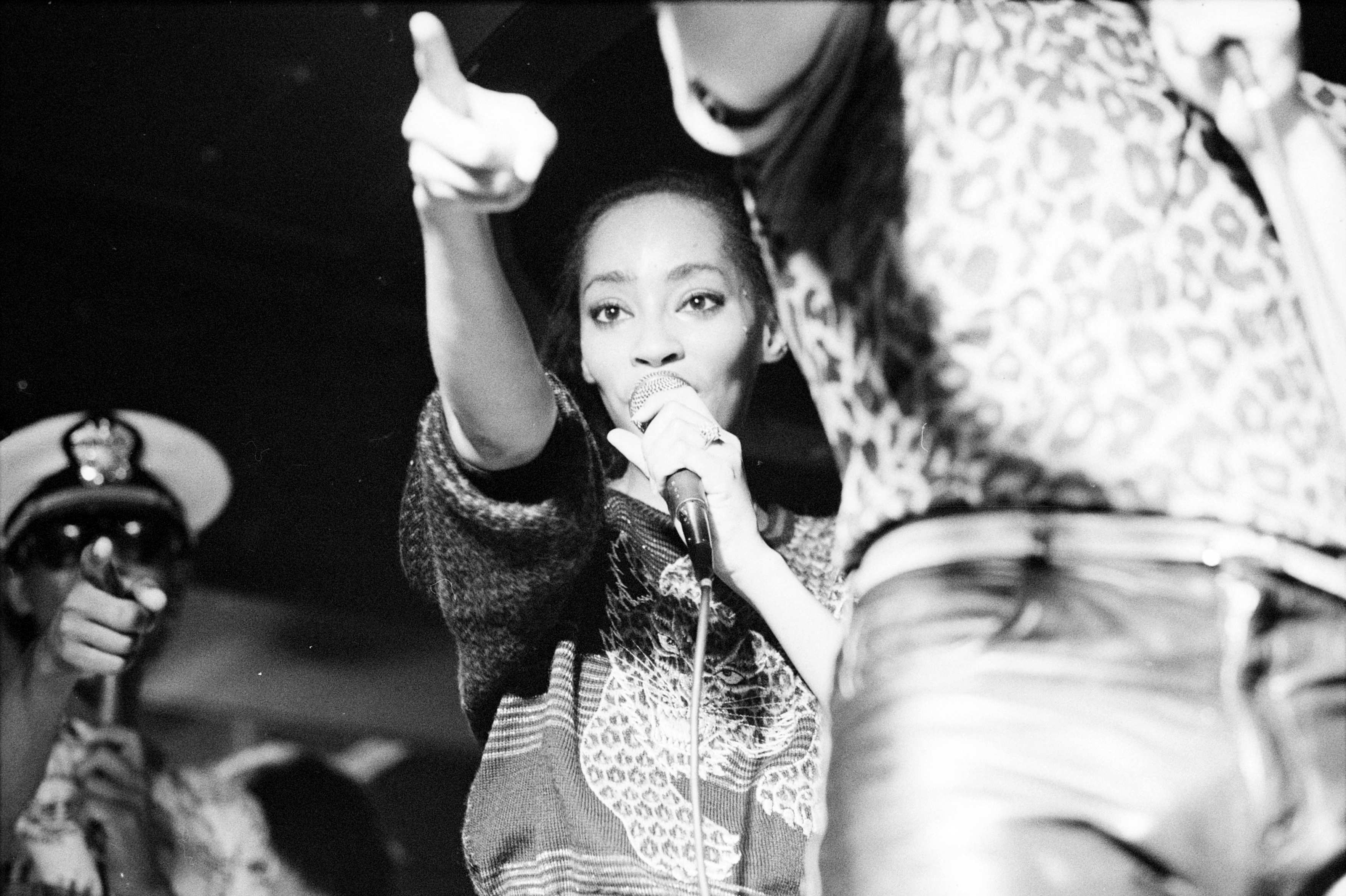
Shalamar in 1982

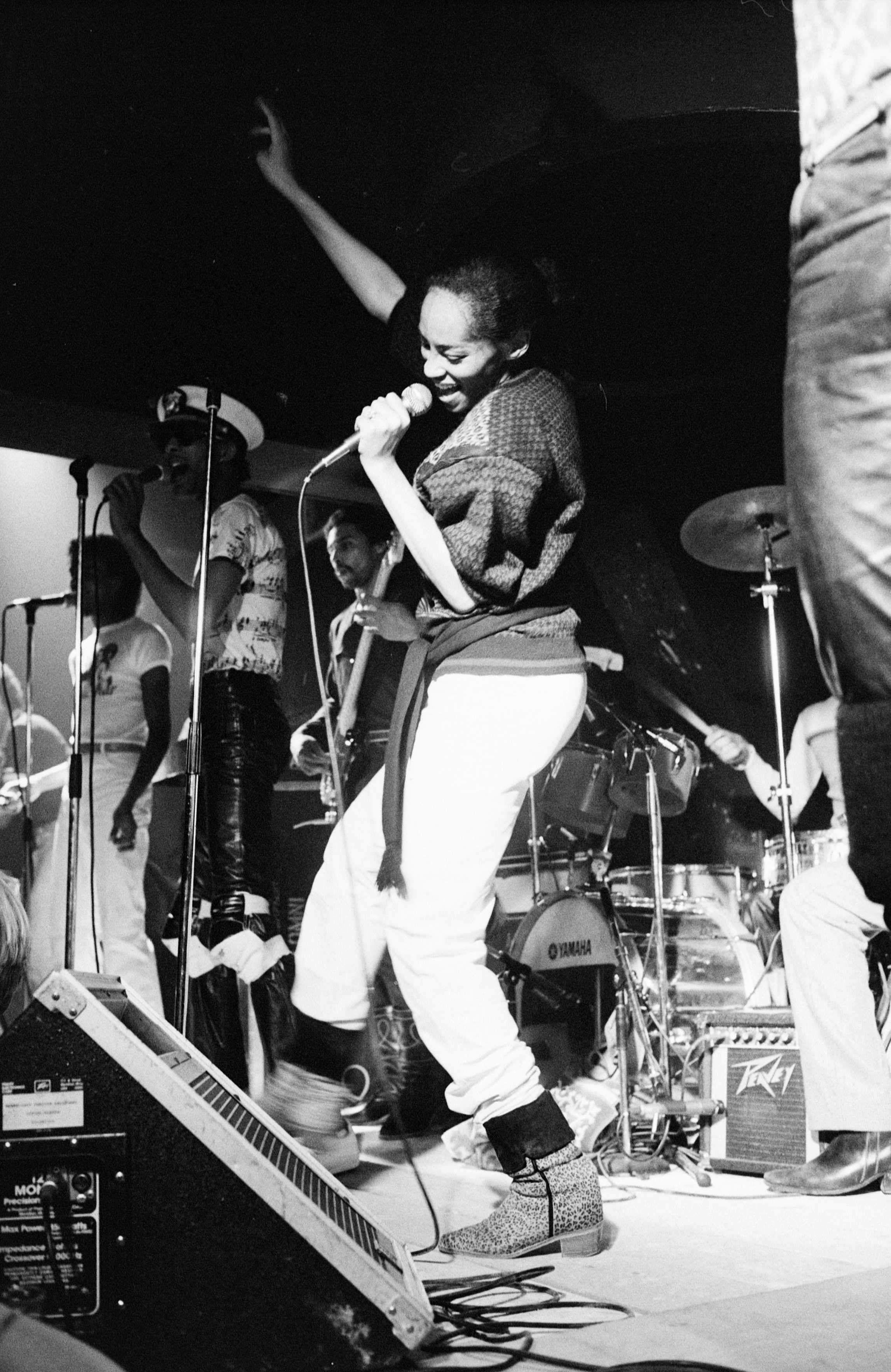
Shalamar in 1982

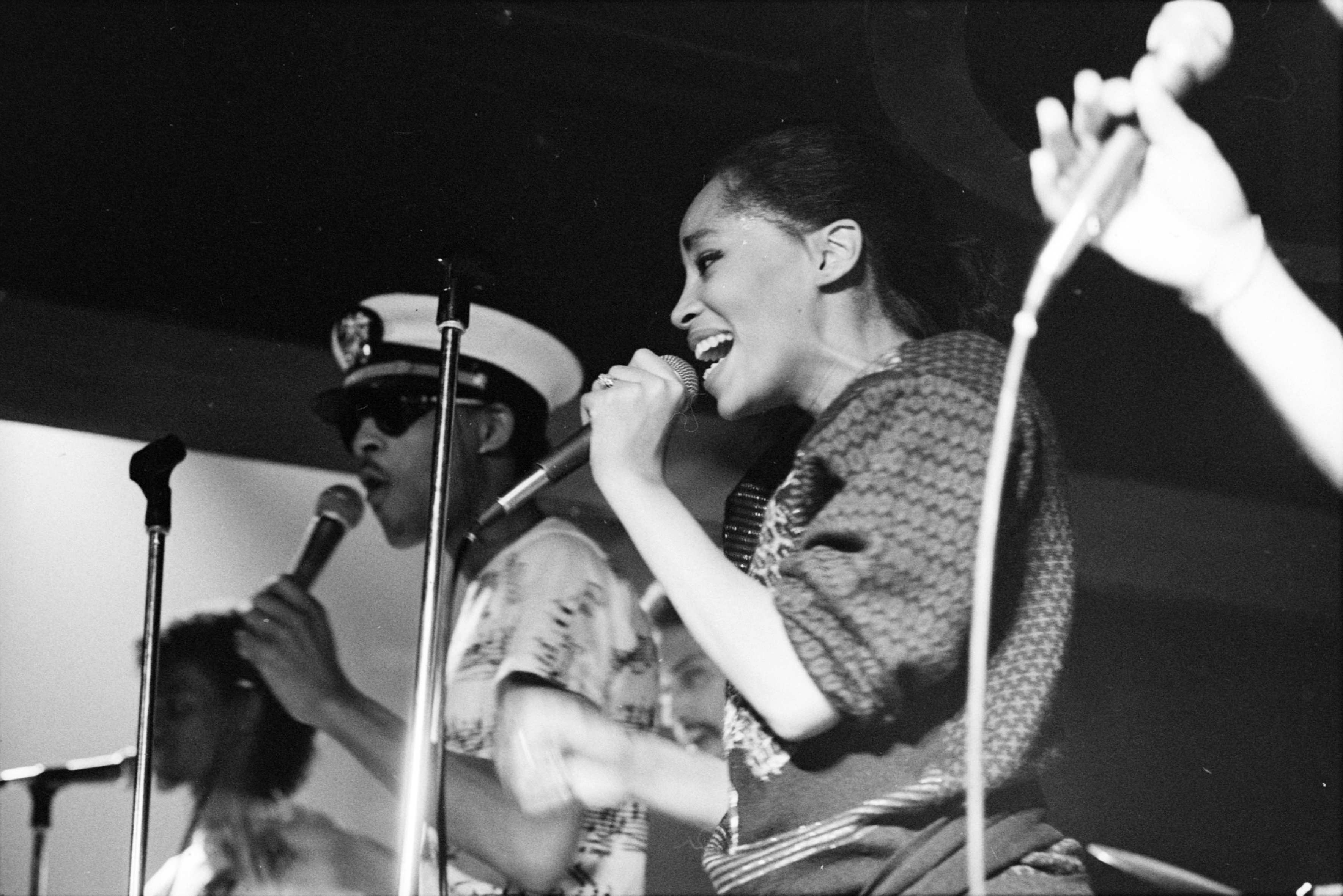
Shalamar in 1982

Shalamar es un grupo musical norteamericano de estilo Música disco, Post-disco, R&B, boogie y soul; que actuó principalmente entre las décadas de 1970 y 1980. Cuyos integrantes (clásica) fueron Howard Hewett, Jody Watley y Jeffrey Daniel. La banda fue creada por Dick Griffey y Don Cornelius. Ellos pasaron a ser un trío influyente de baile y también unos íconos de moda y tendencias. Su nombre «Shalamar» fue escogido por Griffey.

## Álbumes
•	1977: Uptown Festival (SOLAR Records) — #48 pop
•	1978: Disco Gardens (SOLAR Records) — #171 pop
•	1979: Big Fun (SOLAR Records) — #23 pop
•	1980: Threee for Love (SOLAR Records) — #40 pop
•	1981: Go for It (SOLAR Records) — #115 pop
•	1982: Friends (SOLAR Records) — #35 pop
•	1983: The Look (SOLAR Records) — #79 pop
•	1984: Heartbreak (SOLAR Records) — #90 pop
•	1987: Circumstantial Evidence (SOLAR Records)
•	1990: Wake Up (SOLAR Records)